# Kabát: Noc v Edenu
Kabát: Noc v Edenu je televizní film České televize. Jedná se o sestřih koncertu skupiny Kabát, která vystoupila v 22. června 2019 na stadionu Eden v Praze v rámci výročního Po čertech velkýho turné.

## Seznam písní
1. „Bahno“
2. „V pekle sudy válej“
3. „Banditi di Praga“
4. „Pohromy“
5. „Malá dáma“
6. „Pirates“
7. „Dole v dole“
8. „Western Boogie“
9. „Lady Gag a Rin“
10. „Corrida“
11. „Pakliže“
12. „Šaman“
13. „Virtouz“
14. „Úsměv pana Lloyda“
15. „Go satane go“
16. „Burlaci“
17. „Shořel náš dům“
18. „Kdoví jestli“
19. „Pohoda“
20. „Brousíme nože“
21. „Žízeň“
22. „Moderní děvče“

## Sestava
Kabát
- Josef Vojtek – zpěv
- Milan Špalek – baskytara, doprovodný zpěv
- Ota Váňa – kytara, doprovodný zpěv
- Tomáš Krulich – kytara, doprovodný zpěv
- Radek Hurčík – bicí, doprovodný zpěv